# Os kommun
Os kommun (norska: Os kommune) är en kommun i Innlandet fylke i östra Norge. Kommunens centralort är tätorten Os. 
Skidlöparen Therese Johaug kommer från kommunen.

## Administrativ historik
Os kommun bildades första gången 1926 genom en delning av Tolga kommun. 1966 slogs Tolga och Os kommuner samman till Tolga-Os kommun. Denna kommun delades igen 1976.

## Tätorter
I Os kommun finns en tätort:
- Os (centralort)

## Socknar
Inom Norska kyrkan är Os kommun indelad i tre socknar:
- Dalsbygda socken
- Narbuvolls socken
- Os socken

Socknarna ingår i Nord-Østerdals prosteri i Hamars stift.